# イエネズミ
イエネズミ（家鼠,家ネズミ）とは、人家やその周辺に棲息するネズミ類の総称。日本のネズミ類のうちでこれに当たるものは、ドブネズミ、クマネズミ、ハツカネズミの3種類にほぼ限られる。
これに対して野外に棲息するアカネズミやヒメネズミなどを「ノネズミ」と言う。

## 分布
3種の家ネズミは、ほぼ世界中に分布し、日本にもほぼ全域に棲息するが、いずれも人間とともにユーラシア大陸から渡ってきた史前帰化動物と考えられる。人間生活への随伴性を身につけ、世界に広がる前の野生動物としての原産地は、メソポタミア地方の河川流域や沼沢地帯と考えられている。

## 都市化とイエネズミの増加
かつての日本家屋では、天井裏に営巣するクマネズミと、台所や下水道に穴居するドブネズミが、生活の場を棲み分けていた。ハツカネズミは、もともと他の2種と比べると少ない。
その後、第二次世界大戦後の都市化とともに、地下街や下水道など湿った場所を好むドブネズミが勢力を伸ばしたが、1970年（昭和45年）ごろからの高層ビル建築ラッシュとともに、乾燥した高いところを好み、登攀力に優れ、配管等を伝ってフロア間を自由に行き来することができるクマネズミが目立ち始めた。
東京都内での調査によると、ネズミ関連の相談件数で種の断定ができたものの9割以上がクマネズミであり、都会の高層階でもクマネズミが大量発生している。現在、住宅の屋根裏に棲息するのはクマネズミであるが、近年は再開発の影響で地中に棲息しているドブネズミがすみかを追われて都心に出てきており、渋谷や銀座の繁華街ではドブネズミも頻繁に見られるようになっている。
なお、クマネズミは他のネズミより警戒心が強く捕獲しにくく、殺鼠剤のワルファリンに耐性のあるネズミが多く現れており、捕獲が難しくこれも増加の一因となっている。ビル内は一年中温度が一定に保たれているため、冬でも盛んに繁殖し、東京都区部では特に夏期に繁殖活動が上昇しており、主要都市を中心に増殖し続けている。

## 人間との関わり

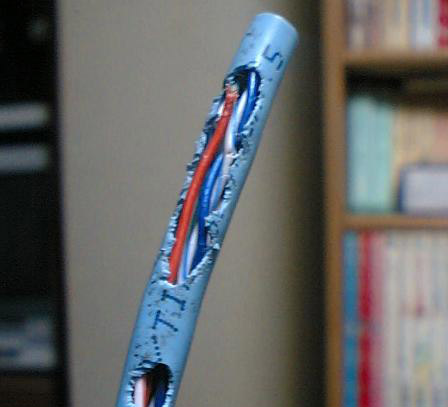
鼠害を受けたLANケーブル

「野ネズミ」は、愛玩動物の一種として飼育する愛好家も存在し、自然観察の愛好者からも人気が高い一方で、「家ネズミ」は病原体を媒介したり樹木や建物、電気機器などの内部や通信ケーブルや電線をかじったりして、人間に直接・間接の害を与える衛生害獣であり、駆除の対象となっている。家ネズミが原因の火災も発生しており、ペストコントロール業者に防除を依頼するケースも多い。